# William Seeds

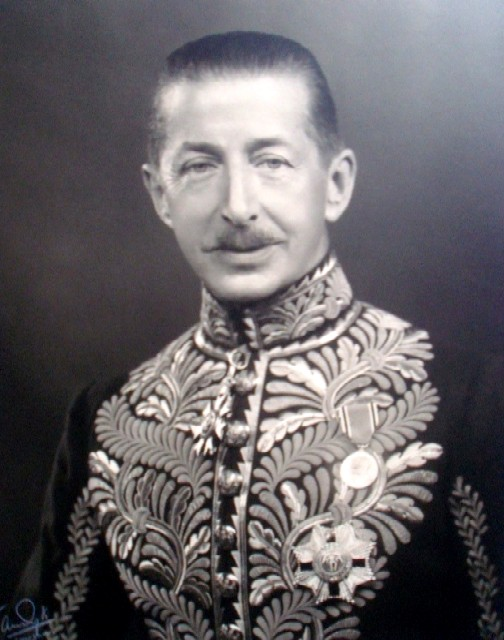
Sir William Seeds

Sir William Seeds KCMG (* 27. Juni 1882 in Dublin; † 2. November 1973 in London) war ein britischer Diplomat und Botschafter in Russland sowie Brasilien.

## Leben
William Seeds wurde in Irland geboren und besuchte die Rugby School in Warwickshire. In den diplomatischen Dienst trat Seeds im Jahre 1904 ein. Er war während seiner diplomatischen Laufbahn und Karriere unter anderem in Washington, Peking, Athen, Lissabon sowie Berlin und München stationiert. Darüber hinaus war Sir William Seeds von 1907 bis 1919 als Konsul in Wladiwostok tätig. Von November des Jahres 1920 bis August 1923 war er britischer Generalkonsul für Bayern in München. Während seiner Zeit als Generalkonsul ergaben sich erste Berührungspunkte mit dem in Bayern langsam Fuß fassenden Adolf Hitler. Seeds bezeichnete diesen im Jahre 1922 noch als einen chauvinistischen, aber unwichtigen Akteur. Es misslang ihm, den Aufstieg Hitlers in Bayern in seiner Gänze zu erfassen. Im November des Jahres 1922 wandelte sich diese Betrachtung, Hitler erschien Seeds nun nicht mehr als ein unbedeutender Akteur. Ab diesem Zeitpunkt lieferte Seeds die ersten britischen Beobachtungen der NSDAP.
Im Jahre 1923 wurde Seeds als außerordentlicher Gesandter und Minister der britischen Krone nach Bogota in die Republik Kolumbien entsandt. Bereits im Jahre 1925 wurde er sodann nach Caracas in Venezuela beordert und erfüllte auch hier die Rolle eines Gesandten und Ministers der britischen Krone.
Ein vorzeitiges Ende fand seine diplomatische Arbeit auf dem südamerikanischen Kontinent durch seine Versetzung nach Durrës in Albanien im Jahre 1926. Nach seiner diplomatischen Tätigkeit in Albanien wurde Seeds zum britischen High Commissioner für das Rheinland ernannt; diese Rolle verkörperte er von 1928 bis 1930.
Noch im selben Jahr, 1930, kehrte Seeds nach Südamerika zurück und bekleidete dort den Rang eines Botschafters in Brasilien. Das Brasilien der 1930er Jahre war geprägt durch eine Revolution und wirtschaftliche Krisen. So bestanden seine Bestrebungen als Botschafter vor allem darin, die Beziehungen Brasiliens mit dem britischen Empire zu verbessern und auszuweiten. Diese Anstrengungen lassen sich vor allem durch Zusammenkünfte und Besprechungen mit Sir Otto Niemeyer aufzeigen, welcher seinerzeit ein britischer Finanzexperte und Bankmanager im Auftrag der britischen Krone war.
Zu Beginn des Jahres 1939 wurde Sir William Seeds als Botschafter in die Sowjetunion entsandt, wo er den Viscount Chilston als Botschafter ablöste.
Obwohl Seeds die Gewalt und die autoritäre Verwaltung der noch recht jungen Sowjetunion nicht leugnete, attestierte Seeds dieser während seiner Amtszeit eine Festigkeit und Stabilität, an welcher es dem von Zaren regierten Russland gemangelt hatte. Als Botschafter in der Sowjetunion sah sich Seeds mit der Aufgabe konfrontiert, die Gespräche zwischen der Sowjetunion und dem Britischen Empire in Form eines Beistandsabkommens wieder in Gang zu bringen. Diese Versuche der Verhandlung wurden aber durch die Gefahr einer Deutsch-Japanisch-Italienischen Reaktion sowie durch die Abneigung der rumänischen und polnischen Bevölkerung gegenüber einer solchen Allianz deutlich erschwert. So attestierte Seeds der polnischen und rumänischen Bevölkerung eine ebenso große Abneigung gegenüber der Sowjetunion, wie gegenüber dem von Nationalsozialisten regierten Deutschland.
Ein weiteres einschneidendes Ereignis in Bezug auf die Bestrebungen Seeds, die Beziehungen zur Sowjetunion zu verbessern, war der Ausbruch des Winterkriegs im November 1939. Dieser Krieg zwischen der Sowjetunion und Finnland sorgte innerhalb der britischen Regierung für einen Umschwung und den Abbruch jeglicher Verhandlungsbestrebungen. Sir William Seeds sprach sich sogar für einen Abbruch der diplomatischen Beziehungen und eine Blockade der Sowjetunion aus. Die Bestrebungen der britischen Krone und Seeds in Bezug auf ein Beistandsabkommen scheiterten ultimativ an der Bekanntmachung des Hitler-Stalin-Pakts.
Sir Stafford Cripps, welcher zunächst als britischer Sonderbotschafter nach Moskau gesendet wurde, löste eine Reaktion aus, in welcher sich die sowjetische Regierung weigerte, mit einem Sonderbotschafter zu verhandeln und musste somit unweigerlich als Botschafter akkreditiert werden. So wurde Seeds als britischer Botschafter in der Sowjetunion abgelöst und trat 1941 in den Ruhestand ein.
Am 2. November 1973 verstarb Sir William Seeds KCMG in London.

## Mitgliedschaften in britischen Orden und Organisationen
Sir William Seeds war ein Mitglied des britischen Ordens „Order of Saint Michael and Saint George“, in welchem er die Position eines KCMG, auch bekannt als Knight Commanders innehatte.
Außerdem war Seeds ein geschätztes Mitglied der Royal Society, in der er seit 1952 als Fellow vertreten war.